# Anoplodactylus chamorrus
Anoplodactylus chamorrus är en havsspindelart som beskrevs av Child, C.A. 1983. Anoplodactylus chamorrus ingår i släktet Anoplodactylus och familjen Phoxichilidiidae. Inga underarter finns listade i Catalogue of Life.